# 洛根 (印地安納州迪爾伯恩縣)
洛根（英語：Logan）是位於美國印地安納州迪爾伯恩縣的一個非建制地區。該地的面積和人口皆未知。

## 地理
洛根的座標為39°14′53″N 84°53′41″W / 39.24806°N 84.89472°W，而該地的平均海拔高度為281米（即922英尺）。